# Grooveミュージック
Grooveミュージック（英語: Groove Music＝グルーヴミュージック）は、マイクロソフトが開発した音楽処理ソフトで、Windows 8、Windows 10および初期のWindows 11に搭載されてきた。ストリーミング・サービスの「Groove Music Pass」を利用できたが、このサービスは2017年12月に停止されている。
2022年2月16日、後継の「メディア プレーヤー」が正式リリースされ、Microsoft Storeでアップデートすることにより「Grooveミュージック」から「メディア プレーヤー」へ置き換わる。当初はWindows 11のみ置き換わったが、2023年1月よりWindows 10にも提供を開始した。